# Алдо Монтано
Алдо Монтано (итал. Aldo Montano; Ливорно, 18. новембра 1978) је италијански мачевалац који се такмичи у борбама сабљом.
На Олимпијским играма 2004. у Атини, у појединачној конкуренцији је освојио злато, победом у финалу над Мађарем Жолт Немчиком. Као члан репрезентације освојио је сребро након пораза у финалу од Француске. На Олимпијским играма 2008. у Пекингу је са репрезентацијом заузео треће место. У полуфиналу су били поражени од репрезентације Француске, док су у борби за бронзу били бољи од Русије.